# Pocitos (Aguascalientes)
Pocitos es una localidad del estado mexicano de Aguascalientes. Es parte del municipio de Aguascalientes.

## Demografía
| Gráfica de evolución demográfica |
|                                  |

| Censo | Población |
| ----- | --------- |
| 1980  | 465       |
| 1990  | 2 134     |
| 2000  | 3 568     |
| 2010  | 5 169     |
| 2020  | 8 494     |